# Томислав Арчаба
Томислав Арчаба (англ. Tomislav Arčaba; нар. 29 січня 1982, Вуллонгонг, Австралія) — австралійський футболіст сербського походження, воротар.

## Клубна кар'єра
Томислав розпочав професіональну кар'єру в команді з рідного міста, «Вуллонгонг Вулвз», з якою до 2004 року виступав в Національній футбольній лізі, а потім у Національній Прем'єр-лізі Нового Південного Уельсу.
У 2007 році голкіпер уклав контракт з ірландським клубом «Слайго Роверз». За сезон в Ірландії Арчаба провів 7 матчів.
Побував на перегляді в бухарестському «Рапіді». У січні 2008 Томіслав перейшов в румунську команду «Глорія». 26 жовтня 2008 року Арчаба провів дебютну гру в новому клубі проти «Стяуа». 1 грудня того ж року Томіслав вже на 3=ій хвилині матчу з «Глорією» з Бистриці отримав червону картку.
У сезоні 2008/09 років клуб з Бузеу зайняв останнє місце в чемпіонаті й залишив Лігу I, після чого голкіпер уклав контракт з «Інтернаціоналом». 12 вересня 2009 року Томіслав провів першу гру за новий клуб. За підсумками сезону 2009/10 років «Інтернаціонал» зайняв 12 місце в чемпіонаті, проте через фінансові проблеми знявся з розіграшу.
Арчаба в січні 2011 року підписав контракт з сербським клубом «Борча». У Суперлізі Сербії Томислав дебютував в останньому турі сезону 2010/11 років у матчі з «Борацом». У наступному сезоні воротар провів за «Борчу» 3 матчі й влітку 2012 року залишив клуб.
У 2014 році Томислав повернувся до Австралії і почав виступати за «Рокдейл Сіті Санс» в Національній Прем'єр-лізі Нового Південного Уельсу.
На початку 2016 року Арчаба підписав контракт з сербським клубом ОФК. До кінця сезону, за результатами якого ОФК покинув Суперлігу, Томислав не брав участі в матчах, обмежившись лише декількома включеннями в заявку на матчі.
У січні 2017 року підписав 6-місячний контракт з «Ньюкасл Юнайтед Джетс». У 2020 році виступав за «Рокдейл Сіті Санс» у Національній Прем'єр-лізі Нового Південного Уельсу.

## Кар'єра в збірній
Зіграв 1 матч у футболці молодіжної збірної Австралії.